# هواگرد ناوپایه

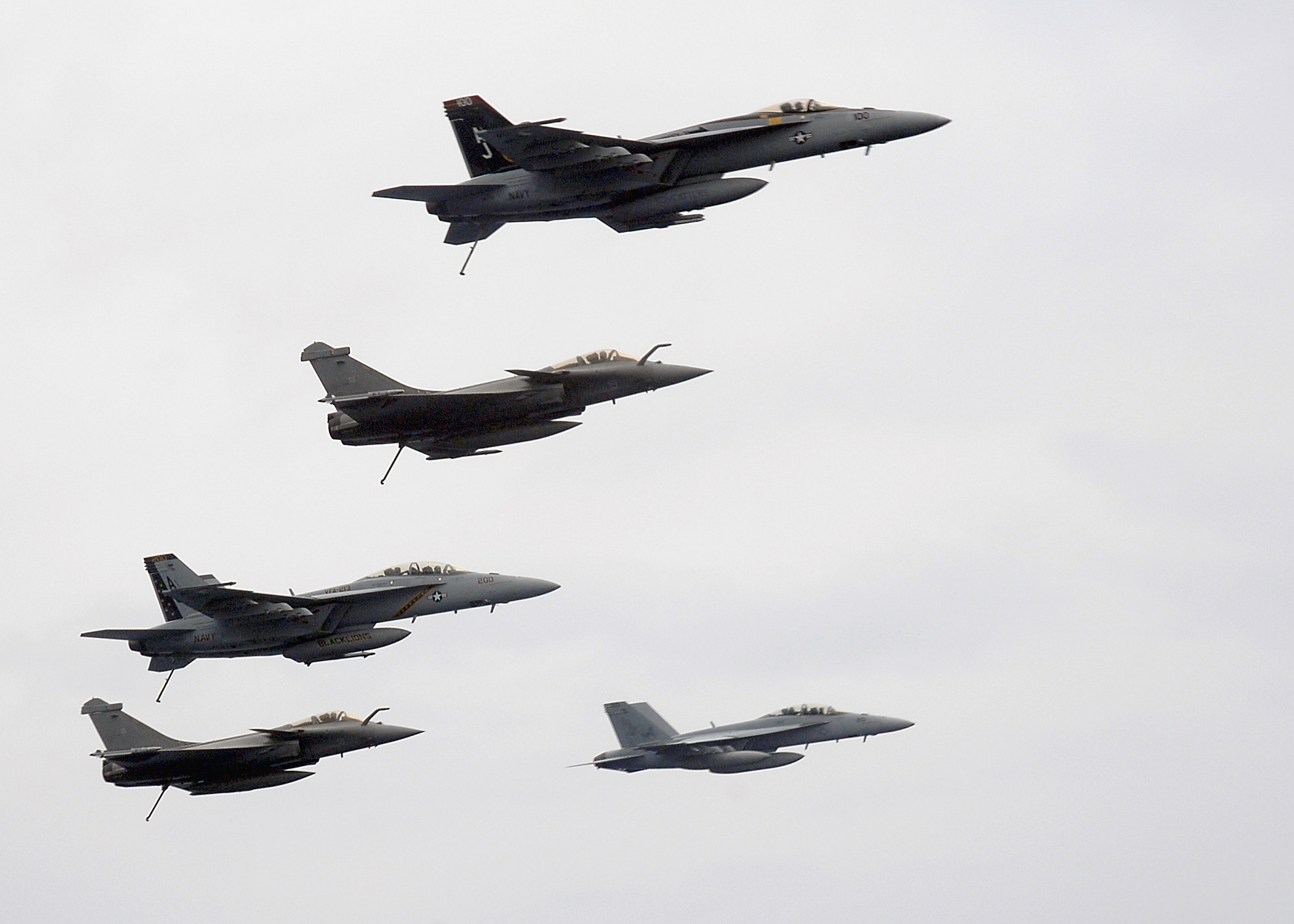
جنگنده‌های ناونشین داسو رافال ام فرانسه و بوئینگ اف/ای-۱۸ سوپر هورنت هنگام پرواز بر فراز ناو هواپیمابر یواس اس تئودور روزولت (سی وی ان-۷۱)

هواگرد ناونشین نوعی هواگرد نظامی است که برای انجام عملیات از روی عرشه ناو هواپیمابر یا ناوهای دارای باند فرود بالگرد طراحی شده‌است. این اصطلاح هم شامل هواپیماهای ناونشین و هم شامل بالگردهای ناونشین می‌شود. هواگردهای ناونشین باید توانایی برخاست و فرود در یک مسافت کوتاه را داشته باشند. این دسته از هواپیماها اصولاً دارای مکانیسم بال تا شونده هستند تا بتوان تعداد بسیاری از آنها را در عرشه‌های پایین ناو نگهداری نمود. هواگردهای ناونشین برای هدف‌های گوناگون از جمله نبردهای هوا به هوا، تهاجم هوا به سطح، حمله به زیردریایی، عملیات جستجو و نجات، ترابری، شناسایی و… طراحی می‌شوند.

## تاریخچه
پس از اختراع هواپیما در سال ۱۹۰۳ نخستین پرواز هواپیما از روی عرشهٔ یک ناو نیروی دریایی ایالات متحدهٔ آمریکا در سال ۱۹۱۰ انجام شد. اختراع کشتی‌های عرشه مسطح ساخت نخستین کشتی‌های هواپیمابر را در پی داشت. در دههٔ ۲۰ ناوهای هواپیمابری مانند هوشو(۱۹۲۲)، ایچ ام اس هرمس(۱۹۲۴)، بئارن(۱۹۲۷) و ناو هواپیمابر کلاس لکسینگتن(۱۹۲۷) ساخته شد. این توسعه در ساخت ناو نیاز برای ساخت هواگردهایی مناسب برای برخاست و فرود بر روی عرشه این ناوها را در پی داشت.
اهمیت توانایی هوایی در جنگ جهانی دوم از بعد برد، انعطاف و کارایی هواپیماهای ناونشین افزایش یافت. پس از جنگ جهانی دوم عملیات ناوهای هواپیمابر از نظر تعداد و اهمیت افزایش پیدا کرد.

## نگارخانه

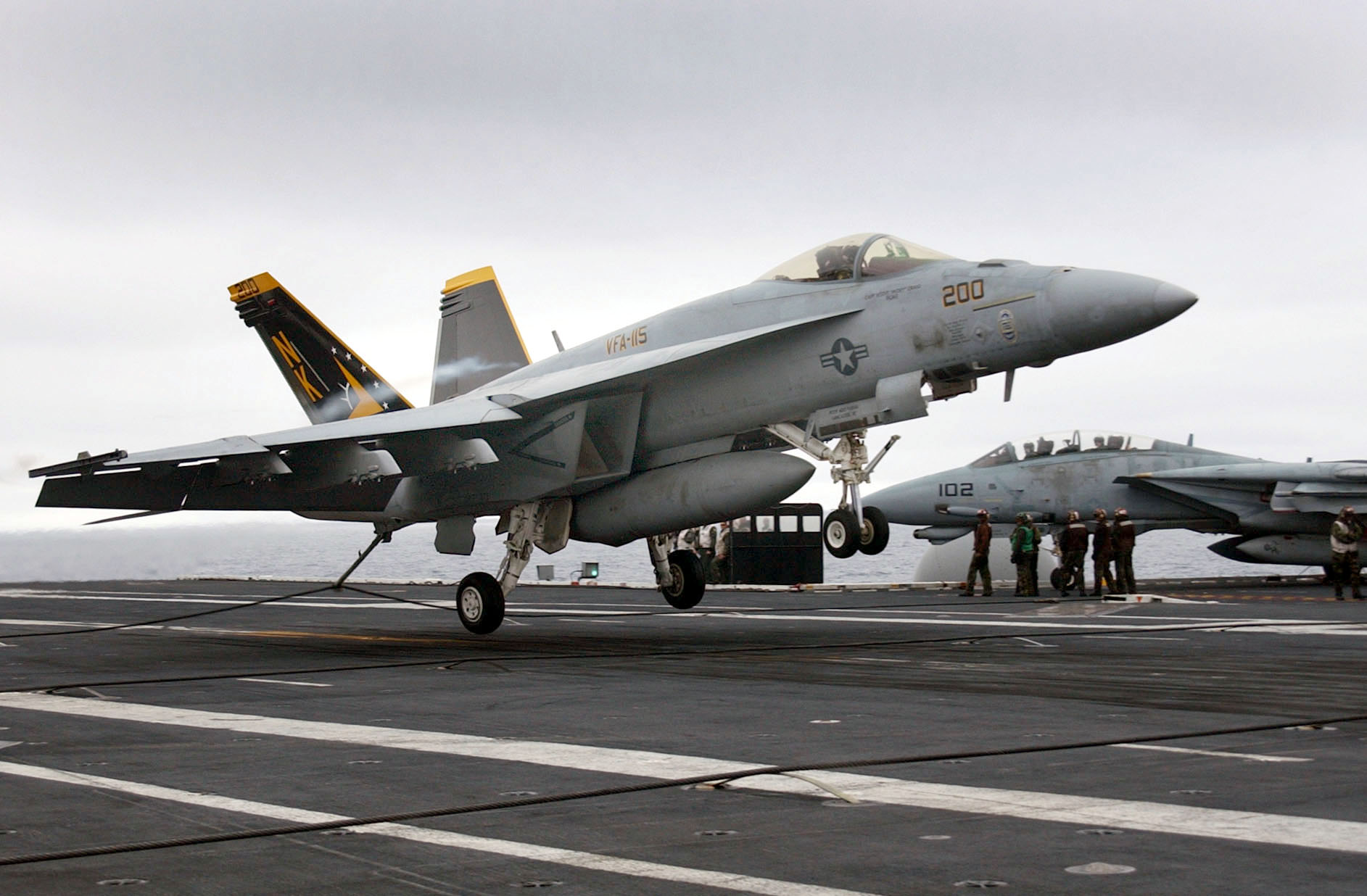
یک فروند اف/ای-۱۸ئی سوپر هورنت هنگام فرود بر روی ناو هواپیمابر یواس اس جان سی استنیس(سی وی ان-۷۴)
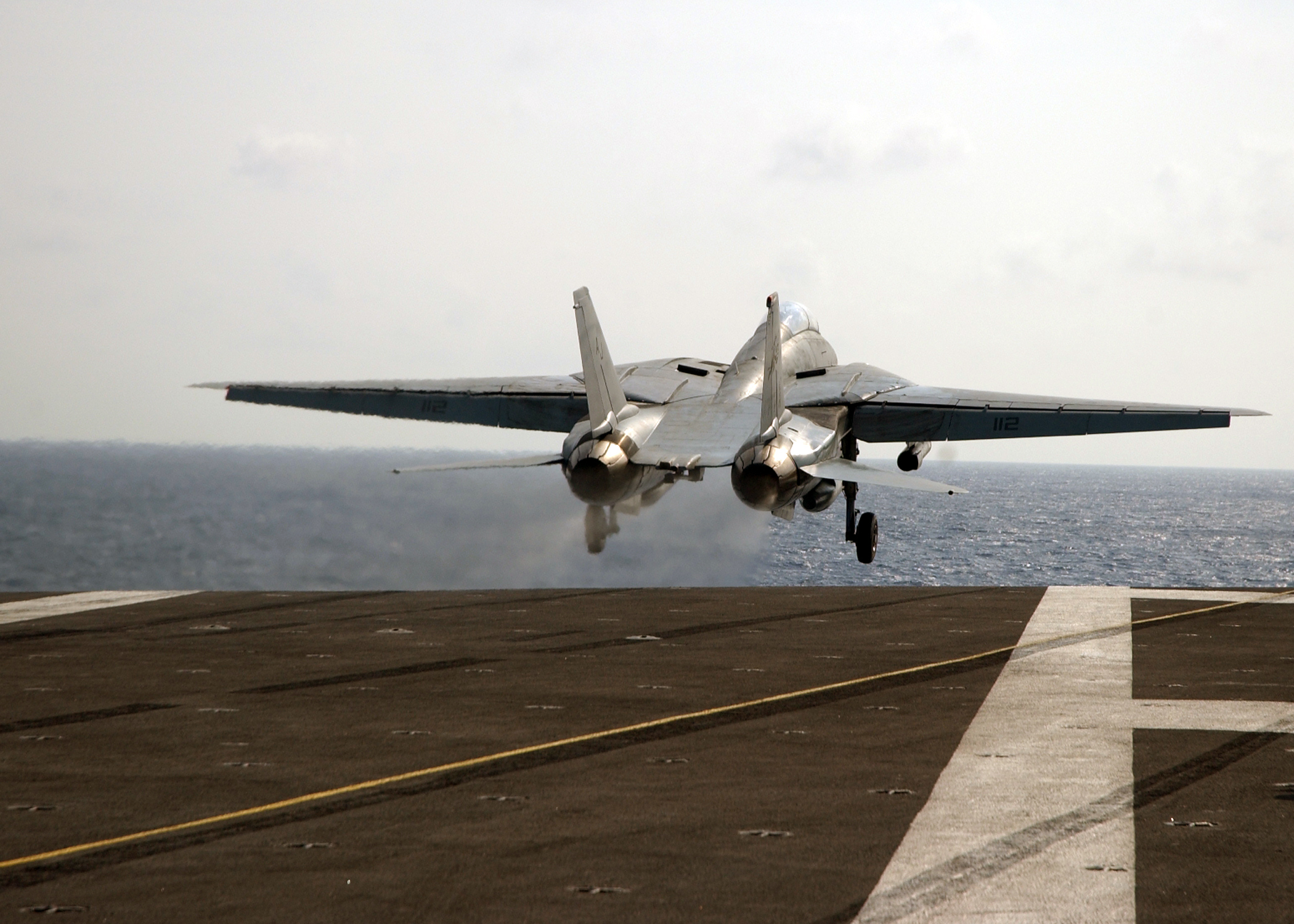
اف-۱۴-دی درحال برخاستن از ناو هواپیمابر یواس‌اس تئودور روزولت (سی‌وی‌ان-۷۱) در آخرین سال حضورش در نیروی دریایی